# 페리 (술)

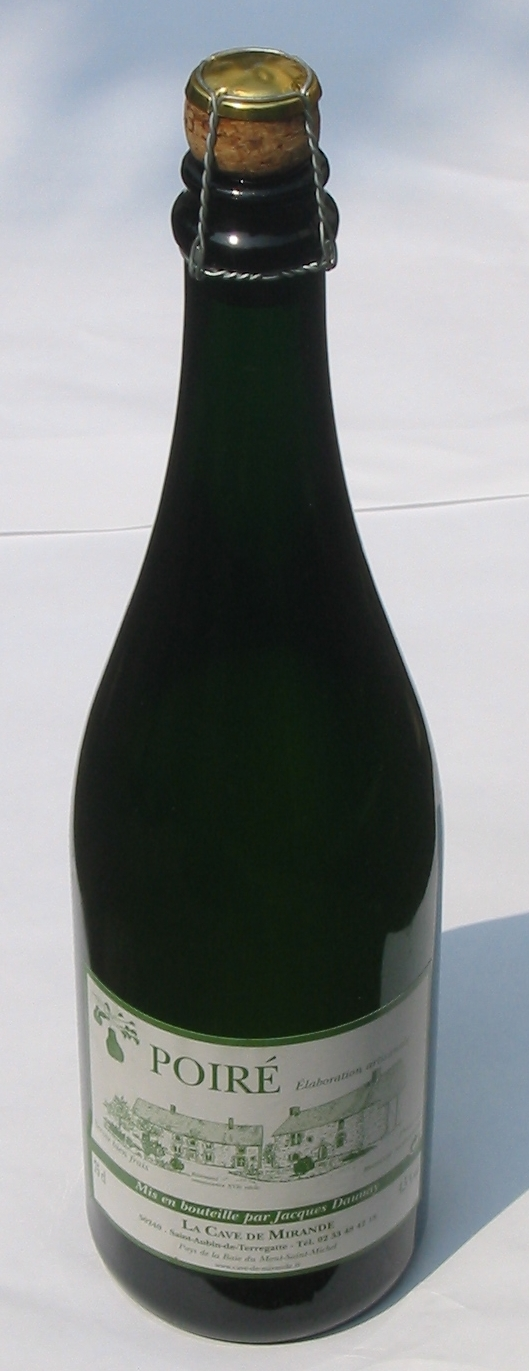
노르망디산 전통 페리 (프랑스어로 푸아레)

페리(영어: Perry)는 전통적으로 잉글랜드, 특히 잉글랜드에서 글로스터셔주, 헤리퍼드셔주, 우스터셔주, 웨일스 남부, 프랑스, 특히 프랑스에서 노르망디와 앙주, 캐나다, 오스트레일리아, 뉴질랜드 등에서 배를 발효시켜 만든 알코올 음료다.